# Hans Rossmann
Hans Rossmann (* 14. Mai 1868 in Vohenstrauß/Oberpfalz; † 29. September 1915 in München) war ein deutscher Maler, Grafiker und Illustrator.

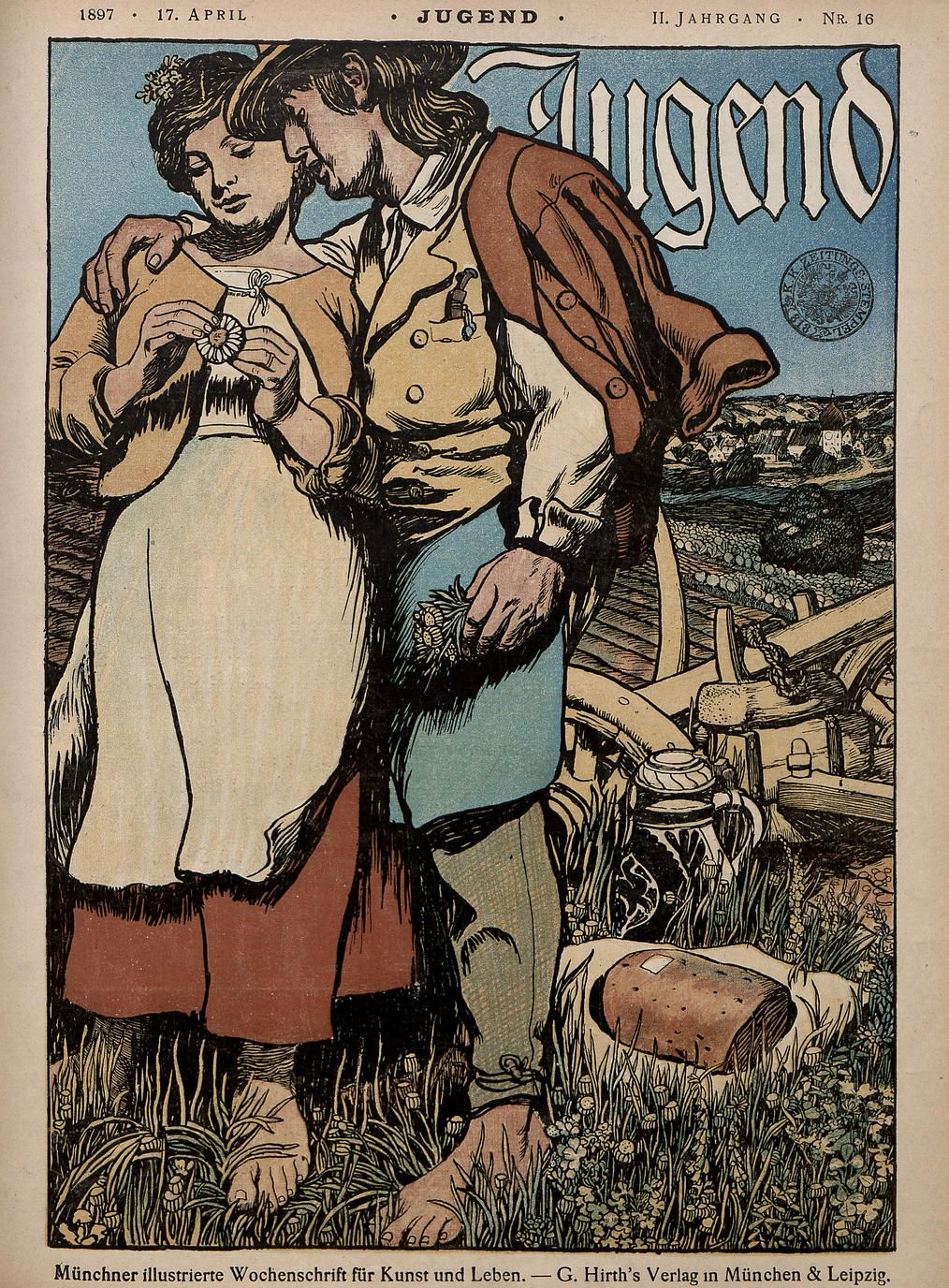
Hans Rossmann:
Titelblatt Jugend, 1897

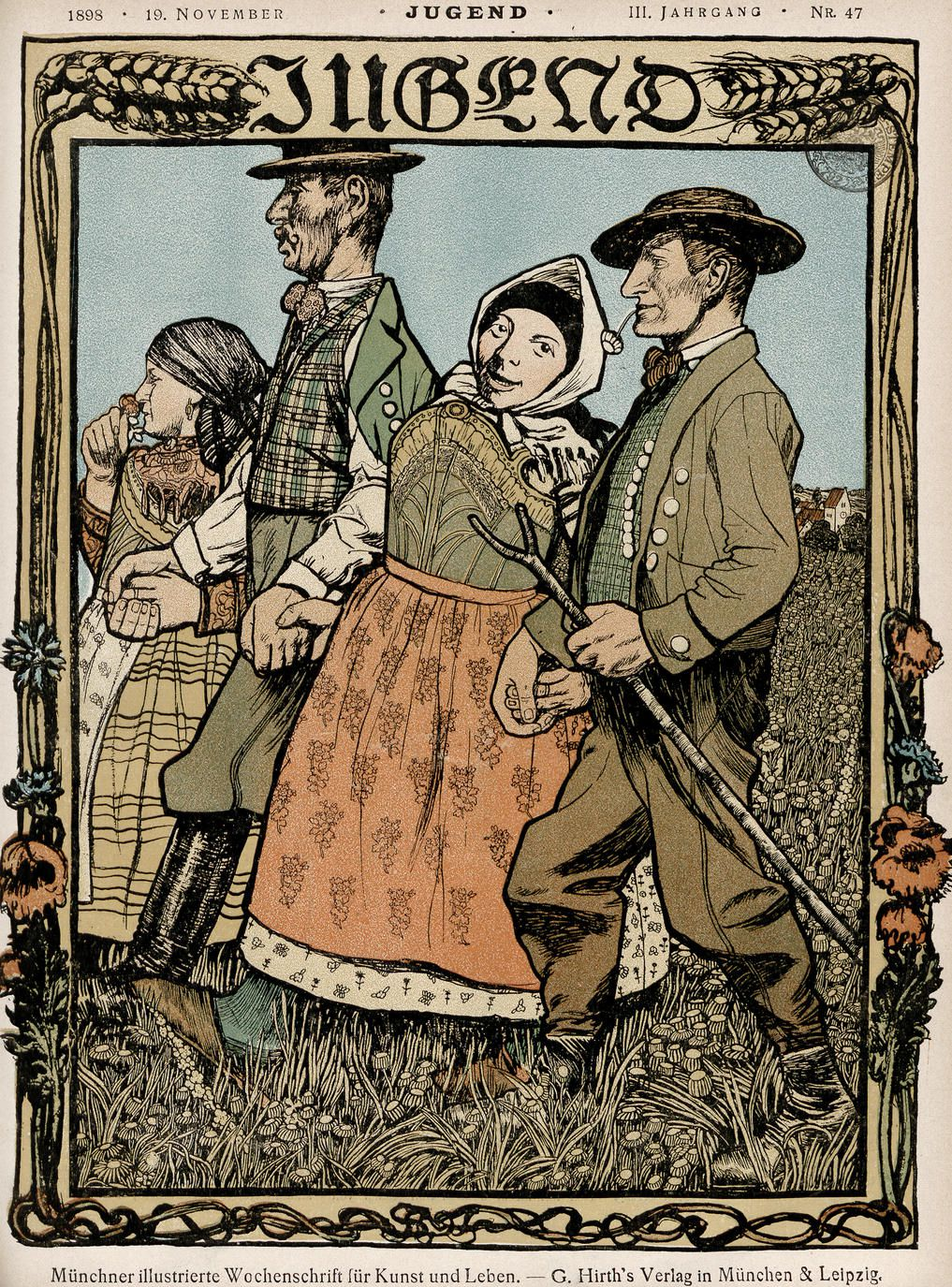
Hans Rossmann:
Titelblatt Jugend, 1898

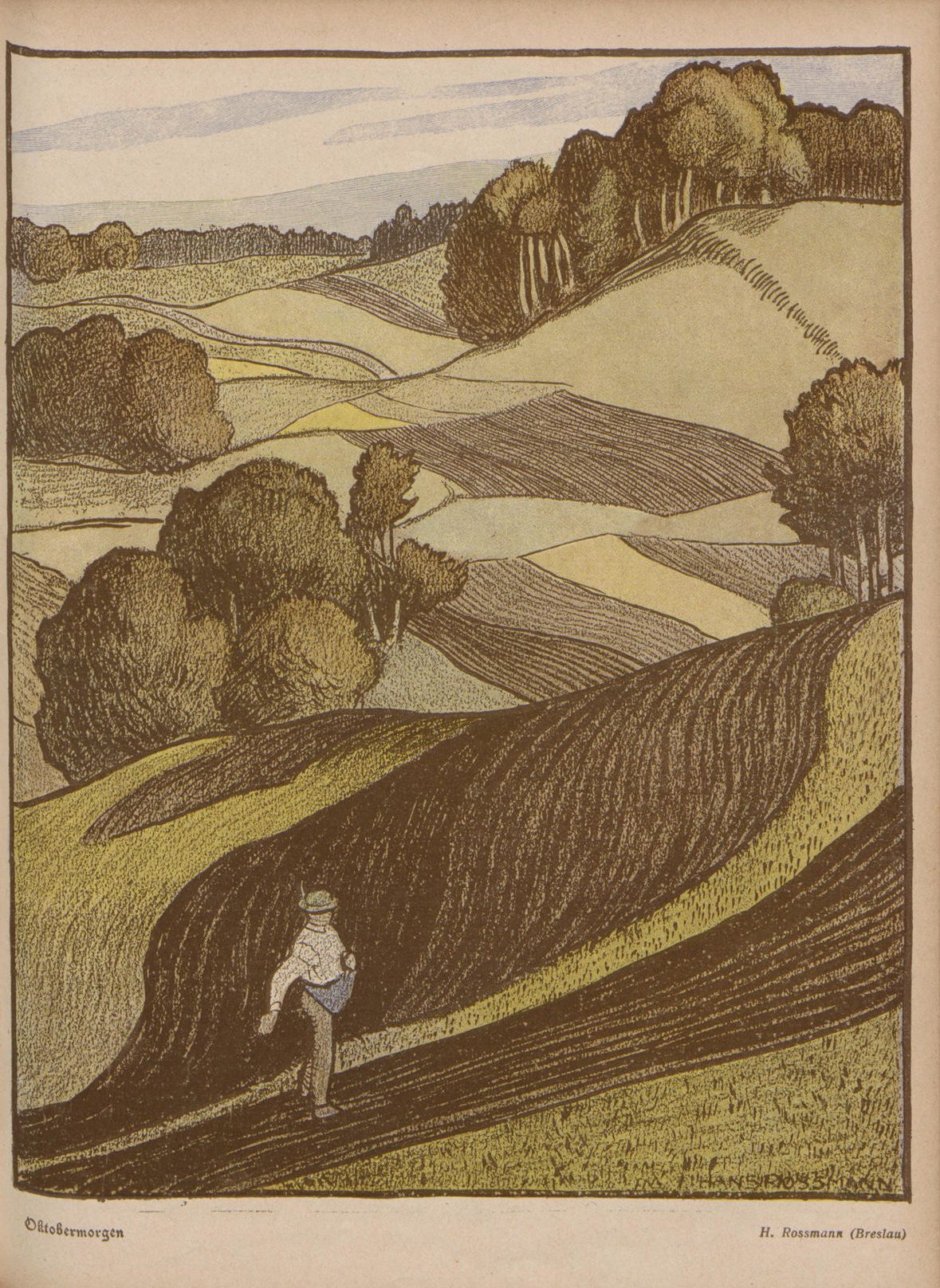
Hans Rossmann:
Illustration Jugend, 1904

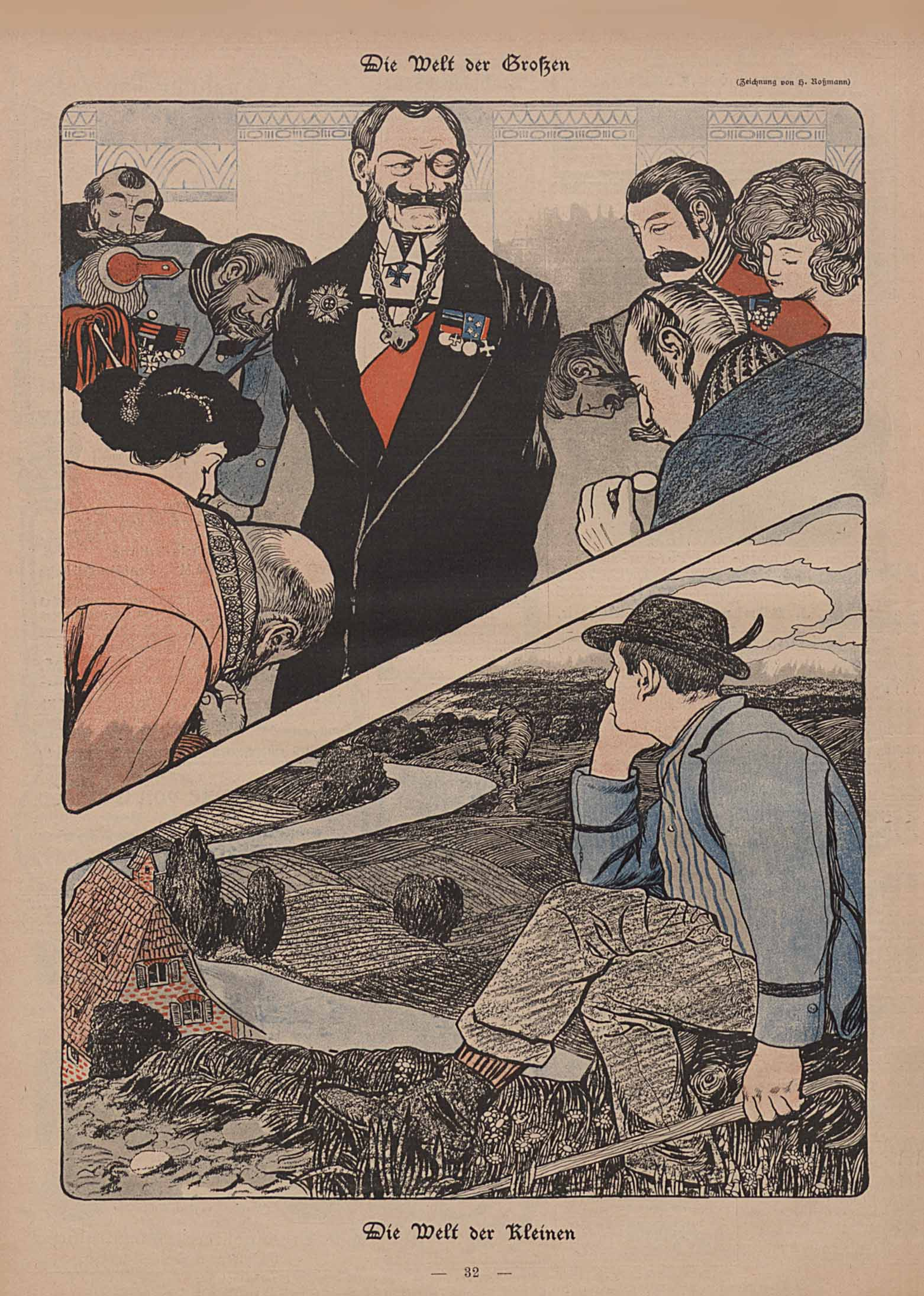
Hans Rossmann:
Illustration Simplicissimus, 1898

## Leben
Hans Rossmann wurde 1868 als Sohn des Historien- und Glasmalers Johan Baptist Rossmann (1836–1885) in Vohenstrauß in der Oberpfalz geboren. Nach einer Ausbildung bei seinem Vater begann er 1884 mit 16½ Jahren ein Studium bei Wilhelm von Diez und J. C. Herterich an der Akademie in München. Danach war er weiter in München ansässig.
Nachdem er mehrere Jahre unter anderem für den Verlag Hermann Rossner in Zeitz tätig gewesen war, wurde er im Oktober 1903 als Professor an die Königliche Kunst- und Kunstgewerbeschule in Breslau berufen. Er übernahm dort die Klasse für Dekoratives Zeichnen und Malen sowie die künstlerische und technische Leitung der Werkstatt für Glasmalerei. Rossmann gehörte 1908 zu den Gründungsmitgliedern des auf Initiative von Hans Poelzig, seit 1903 Direktor der Kunstschule, entstandenen Schlesischen Künstlerbundes, weitere Gründungsmitglieder waren u. a. der Architekt Max Berg, der Maler Max Wislicenus sowie der Bildhauer Paul Schulz.
Zwischen 1897 und 1899 weilte Hans Rossmann mehrfach auf Schloss Neubeuern in der Nähe von Rosenheim. Dort entstanden eine Reihe von Landschaftsbildern und Porträts der Landbevölkerung, sie ließen Rossmann zu einem Hauptvertreter der Samerberger Maler werden. Als Illustrator lieferte er für die Zeitschrift „Jugend – Münchner illustrierte Wochenschrift für Kunst und Leben“ seit ihrem Start im Jahre 1896 zahlreiche Beiträge. So entstanden aus seiner Hand 72 Arbeiten: Titelseiten, Zeichnungen zu Texten oder ganzseitige Illustrationen, dies auch noch in seiner Breslauer Zeit. Parallel dazu war Rossmann auch in der ebenfalls in München erscheinenden satirischen Wochenzeitschrift Simplicissimus mit Illustrationen vertreten. Hans Rossmann war Mitglied der Münchener Secession.
Im Jahr 1912 zwang ihn seine Gesundheit zur Aufgabe der Position an der Breslauer Kunstakademie, nach langer Krankheit starb Hans Rossmann 1915 in München im Alter von 47 Jahren.

### Familie
Die Vohenstraußer Familie Rossmann hat mehrere Künstler hervorgebracht. Neben dem als Glasmaler tätigen Vater Johan Baptist Rossmann und Hans Rossmann gab es noch dessen älteren Bruder Max Rossmann (* 1861 in Vohenstrauß; † 1926 in Amorbach), einen Maler, Bildhauer, Kunstgewerbler und Kirchenmaler. Auch Max Rossmanns Ehefrau Lilly (1873 in Amorbach; † 1951 in Wertheim) war eine Malerin, ebenso wie deren gemeinsamer Sohn gleichen Namens, der in München ansässige Max Rossmann (1889–1961), der als Landschafts- und Architekturmaler tätig war.

## Werke (Auswahl)
- zahlreiche Illustrationen für die Zeitschriften Jugend[10] und Simplicissimus
- Wandbild im „Schweidnitzer Keller“ im Rathaus Breslau (ca. 1904) (Abb.)[11]
- Wandbilder „2000 Tonnen-Presse in den Huldschinsky-Werken in Gleiwitz“ und „Carmerschacht am Gieschewald“ (Abb.) im „Oberschlesischen Turm“ Posen, dem von H. Poelzig erbauten Ausstellungs- und Wasserturm der Ostdeutschen Ausstellung für Industrie, Gewerbe und Landwirtschaft 1911.[12]
- „Feierabend“ (Gemälde) (Abb.)[13]
- „Neubeuern bei Rosenheim“ (Radierung) (Geschenk des Herrn H. Rossner in Zeitz.)[14]